# TSV Bayer 04 Leverkusen (handboll)

TSV Bayer 04 Leverkusens klubbmärke.

TSV Bayer 04 Leverkusen är en tysk idrottsförening (se TSV Bayer 04 Leverkusen) från Leverkusen i Nordrhein-Westfalen, vars handbollslag på damsidan spelar i Bundesliga. Sedan 2021 är Johan Petersson lagets tränare. Klubben har vunnit flest mästerskap, 12 stycken och är också rekordvinnare av DHB Women's Cup (tyska cupen) med nio segrar.

## Meriter
- Challenge Cup-mästare (nuvarande European Cup) 2005
- Tyska mästare: 1965, 1966, 1973, 1974, 1979, 1980, 1982, 1983, 1984, 1985, 1986, 1987
- Tyska cupmästare: 1980, 1982, 1983, 1984, 1985, 1987, 1991, 2002, 2010

## Spelare i urval
- Heike Ahlgrimm (2002–2010)
- Kathrin Blacha (1996–2003)
- Sabine Englert (2003–2007)
- Michaela Erler (1988–1993)
- Nadine Krause (2001–2007, 2010–2011)
- Sabrina Richter (Neukamp) (2004–2008)
- Anne Müller (2002–2010)
- Anna Loerper (2003–2011)
- Astrid Seiffert (Hühn) (1980–1992)
- Laura Steinbach (2007–2013)
- Britta Vattes (1980–1989)
- Clara Woltering (2000–2011)